# Drinkin’ Songs
«Drinkin’ Songs» — песня канадской кантри-певицы Маккензи Портер, вышедшая 25 сентября 2020 года. Песня была написана в соавторстве с Гриффеном Палмером и Лукасом Нордом. Она стала четвертым синглом из мини-альбома Портер Drinkin' Songs: The Collection.

## Отзывы
Эрика Зисман из NY Country Swag назвала песню «гимном разбитому сердцу», а также «душераздирающе красивой и вызывающей уважение». The Country Note назвал трек «жизнерадостным» и «праздником преодоления».

## Коммерческий успех
Песня «Drinkin' Songs» поднялась на пятое место в чарте Billboard Canada Country от 13 марта 2021 года. Она также достигла вершины на позиции № 74 в Canadian Hot 100 за ту же неделю. Песня была сертифицирована Music Canada как золотая.

## Музыкальное видео
Премьера официального клипа на песню «Drinkin’ Songs» состоялась 5 февраля 2021 года. Режиссером клипа выступил Джастин Клаф, а съемки проходили в Нашвилле, штат Теннесси. В клипе Портер в хронологическом порядке перемещается по десятилетиям, каждый раз имея разных, невнимательных мужчин.

## Чарты

### Еженедельные хит-парады
| Чарт (2020—2021)                   | Высшая позиция |
| ---------------------------------- | -------------- |
| Канада (Canadian Hot 100)          | 74             |
| Канада (Canada Country, Billboard) | 5              |

## Сертификации
| Регион                                                                      | Сертификация | Продажи |
| --------------------------------------------------------------------------- | ------------ | ------- |
| Канада (Music Canada)                                                       | Золотой      | 40 000  |
| Данные о продажах + прослушиваниях приведены только на основе сертификации. |              |         |